# Tlalocomyia salasi
Tlalocomyia salasi är en tvåvingeart som först beskrevs av Ramirez-perez, Peterson och Vargas 1988.  Tlalocomyia salasi ingår i släktet Tlalocomyia och familjen knott.
Artens utbredningsområde är Costa Rica. Inga underarter finns listade i Catalogue of Life.